# Dean Norris
Dean Joseph Norris (South Bend, Indiana, 8 d'abril de 1963) és un actor americà, famós pel seu paper d'agent de la DEA agent Hank Schrader a la sèrie d'AMC Breaking Bad i de James "Big Jim" Rennie a la sèrie de la CBS Under the Dome.

## Biografia
Norris va néixer a South Bend, Indiana, fill de Jack, propietari d'una botiga de mobles, i de Rosie Norris. Té quatre germanes. Es va graduar en l'Escola Secundària Clay el 1981; en una entrevista, va assegurar que sempre va tenir excel·lents notes.
El 1985 es va graduar per Harvard amb un títol d'Estudis Socials. També va assistir a la Royal Academy of Dramatic Art.
Abans de Breaking Bad, Norris va interpretar a W.D. Twitchell en la sèrie televisiva Tremors i va participar en la pel·lícula Without Limits. També va tenir participacions en sèries com NYPD Blue, The X-Files, CSI: Crime Scene Investigation, The West Wing, Nip/Tuck, Married With Children, Las Vegas, Castle, 24, Terminator: The Sarah Connor Chronicles, Eagleheart, True Blood, Bones, Grey's Anatomy, Lost, Nash Bridges, NCIS, Six Feet Under, Medium i Charmed i en pel·lícules com Gattaca, The Negotiator, El tallador de gespa, Petita Miss Sunshine (juntament amb Bryan Cranston), Evan Almighty, Terminator 2: Judgment Day, Arma letal 2, Desafiament total (com el mutant Tony), Lakota Woman: Siege at Wounded Knee, Liars' Dice, The Cell, Hard to Kill, Playmaker, 3 Strikes, American Gun i Barbarians at the Gate: The Fall of RJR Nabisco. Igualment va interpretar un oficial d'un camp d'entrenament militar en la pel·lícula Starship Troopers.
Va personificar Hank Schrader en la sèrie dramàtica Breaking Bad i ha protagonitzat la sèrie La cúpula, de CBS, que es basa en la novel·la homònima de Stephen King.

## Vida personal
Norris està casat amb Bridget i viuen prop de Los Angeles amb els seus cinc fills, les edats dels quals van des de l'any fins als divuit anys.

## Filmografia

### Cinema
| Any  | Títol                                       | Paper                     | Notes               |
| ---- | ------------------------------------------- | ------------------------- | ------------------- |
| 1989 | Police Academy 6: City Under Siege          | Policia                   |                     |
| 1989 | Disorganized Crime                          | Joe                       |                     |
| 1989 | Arma letal 2 (Lethal Weapon 2)              | Tim Cavanaugh             |                     |
| 1990 | Dur de matar (Hard to Kill)                 | Detectiu Sarg. Goodhart   |                     |
| 1990 | Desafiament total (Total Recall)            | Tony                      |                     |
| 1990 | Gremlins 2: The New Batch                   | Líder de S.W.A.T.         |                     |
| 1990 | 37 hores desesperades                       | Maddox                    |                     |
| 1991 | Terminator 2: Judgment Day                  | Líder de SWAT             |                     |
| 1992 | El tallador de gespa                        | El director               |                     |
| 1993 | The Firm                                    |                           |                     |
| 1993 | Jailbait                                    | Hershiser                 | Directament a video |
| 1994 | Playmaker                                   | Detectiu Marconi          |                     |
| 1994 | The Last Seduction                          | Shep                      |                     |
| 1995 | Safe                                        | Empleat de mudança        |                     |
| 1995 | Money Train                                 | Guàrdia                   |                     |
| 1997 | Gattaca                                     | Policia                   |                     |
| 1997 | Starship Troopers                           | Oficial                   |                     |
| 1998 | The Negotiator                              | Scott                     |                     |
| 1998 | Without Limits                              | Dellinger                 |                     |
| 1999 | Sonic Impact                                | Agent McGee               |                     |
| 2000 | 3 Strikes                                   | Oficial Robert            |                     |
| 2000 | The Cell                                    | Cole                      |                     |
| 2001 | L'únic                                      | Sergent Siegel            |                     |
| 2005 | American Gun                                | Terrence                  |                     |
| 2006 | Petita Miss Sunshine (Little Miss Sunshine) | Policia McCleary          |                     |
| 2007 | Evan Almighty                               | Oficial Collins           |                     |
| 2007 | The Heartbreak Kid                          | Pare de Jodi              |                     |
| 2008 | Linewatch                                   | Warren Kane               | Directament a vídeo |
| 2010 | Com saps si...? (How Do You Know)           | Tom                       |                     |
| 2011 | Prom                                        | Frank Prescott            |                     |
| 2012 | Get the Gringo                              | Bill                      |                     |
| 2013 | The Frozen Ground                           | Sergent Lyle Haugsven     |                     |
| 2013 | The Counselor                               | PA                        |                     |
| 2014 | Small Time                                  | Ash Martini               |                     |
| 2014 | Men, Women & Children                       | Kent Mooney               |                     |
| 2015 | Remember                                    | John Kurlander            |                     |
| 2015 | El secret d'una obsessió                    | Bumpy Willis              |                     |
| 2017 | Fist Fight                                  | Director Richard Tyler    |                     |
| 2017 | The Book of Henry                           | Comissari Glenn Sickleman |                     |
| 2018 | Beirut                                      | Donald Gaines             |                     |
| 2018 | Death Wish                                  | Det. Kevin Raines         |                     |
| 2019 | The Hustle                                  | Howard Bacon              |                     |
| 2019 | Scary Stories to Tell in the Dark           | Roy Nicholls              |                     |
| N/S  | El Tonto                                    |                           |                     |

### Televisió
| Any         | Títol                                   | Paper                          | Notes                                       |
| ----------- | --------------------------------------- | ------------------------------ | ------------------------------------------- |
| 1985        | Blind Alleys                            | Peter Brockway                 | Pel·lícula per TV                           |
| 1987        | The Equalizer                           | Martin                         | Episodi: "Christmas Presence"               |
| 1988        | Leap of Faith                           | Richard                        | Pel·lícula per TV                           |
| 1988        | Police Story: Gladiator School          | Ralph Thomas                   | Pel·lícula per TV                           |
| 1989        | Beauty and the Beast                    | Biggs                          | Episodi: " A Kingdom by the Sea"            |
| 1990        | Montana                                 | Capatàs                        | Pel·lícula per TV                           |
| 1990        | When You Remember Me                    | Bill                           | Pel·lícula per TV                           |
| 1991        | Murderous Vision                        | Tinent Martin                  | Pel·lícula per TV                           |
| 1991        | Locked Up: A Mother's Rage              | Mike                           | Pel·lícula per TV                           |
| 1992        | Till Death Us Do Part                   | Matt Hobert                    | Pel·lícula per TV                           |
| 1992        | Secrets                                 | Henderson                      | Pel·lícula per TV                           |
| 1992        | Homefront                               | Segon treballador              | Episodi: "Take My Hand"                     |
| 1993        | Barbarians at the Gate                  | Primer científic               | Pel·lícula per TV                           |
| 1993        | Eclipsi total (Full Eclipse)            | Fleming                        | Pel·lícula per TV                           |
| 1993 - 1994 | NYPD Blue                               | Pare Jerry Downey              | 3 episodis                                  |
| 1994        | Lakota Woman: Siege at Wounded Knee     | Red Arrow                      | Pel·lícula per TV                           |
| 1994        | Married... with Children                | Rodent                         | Episodi: "Dud Bowl"                         |
| 1995        | The X Files                             | Agutzil Tapia                  | Episodi: "F. Emasculata"                    |
| 1995        | In the Line of Duty: Hunt for Justice   | Levasseur                      | Pel·lícula per TV                           |
| 1995        | Fallen Angels                           | Allen                          | Episodi: "Tomorrow I Die"                   |
| 1995 - 1996 | Murder One                              | Rusty Arnold                   | 3 episodis                                  |
| 1995        | The Marshal                             | Tyler Dumas                    | Episodi: "Kissing Cousins"                  |
| 1996        | Innocent Victims                        | Frank Sarezin                  | Pel·lícula per TV                           |
| 1996        | It Came from Outer Space II             | Dave Grant                     | Pel·lícula per TV                           |
| 1996        | Seduced by Madness                      | Detectiu Pike                  | Pel·lícula per TV                           |
| 1996        | Forgotten Sins                          | Detectiu Carl Messenger        | Pel·lícula per TV                           |
| 1996        | Death Benefit                           | Rod Montgomery                 | Pel·lícula per TV                           |
| 1996        | After Jimmy                             | Ray Johnson                    | Pel·lícula per TV                           |
| 1996        | Dark Skies                              | Clayton Lewis                  | Episodi: "We Shall Overcome"                |
| 1997, 2000  | The Pretender                           | Tommy Larson, Xèrif Whalen     | 2 episodis                                  |
| 1997, 1999  | Nash Bridges                            | William RobardFrank Maddigan   | 2 episodis                                  |
| 1997        | Riot                                    | Kalena                         | Pel·lícula per TV                           |
| 1998        | On the Line                             | Manny Denikolas                | Pel·lícula per TV                           |
| 1998        | V.I.P.                                  | Jackson Lasarr                 | Episodi: "Beats Working at a Hot Dog Stand" |
| 1998        | ER                                      | Clark                          | Episodi: "hey Treat Horses, Don't They?"    |
| 1998        | Walker, Texas Ranger                    | Deke Powell                    | Episodi: "War City"                         |
| 1999        | Millennium                              | Del Boxer                      | Episodi: "Seven and One"                    |
| 1999        | Pensacola: Wings of Gold                | SpiderCoronel Laweson          | 3 episodis                                  |
| 1999        | The Practice                            | Detectiu                       | Episodi: "Free Dental"                      |
| 1999        | Charmed                                 | Dr. Stone                      | Episodi: "They're Everywhere"               |
| 2001        | Boston Public                           | Matthew Gordon                 | Episodi: "Chapter Sixteen"                  |
| 2001        | Six Feet Under                          | Detectiu Shea                  | Episodi: "Família"                          |
| 2001        | The District                            | Charles N. Burke               | Episodi: "Bulldog's Ghost"                  |
| 2002        | Philly                                  | Detectiu Duff                  | Episodi: "Mullo Rising"                     |
| 2002, 2004  | American Dreams                         | Frank Habiten                  | 2 episodis                                  |
| 2003        | 24                                      | General Bowen                  | 2 episodis                                  |
| 2003        | Tremors                                 | W. D. Twitchell                | Elenc principal, l0 episodis                |
| 2003        | Dragnet                                 | Leon Tate                      | Episodi: "Slice of Life"                    |
| 2004, 2011  | CSI: Crime Scene Investigation          | Bob Durham, JuniorPhil Baker   | 4 episodis                                  |
| 2004        | NCIS                                    | Sergent Vestman                | Episodi: "My Other Left Foot"               |
| 2004        | Crossing Jordan                         | Liam Moore                     | Episodi: "Dead in the Water"                |
| 2004        | Medical Investigation                   | David Weiner                   | Episodi: "Team"                             |
| 2004        | Boston Legal                            | Byron Kaneb                    | Episodi: "Catch and Release"                |
| 2004        | LAX                                     | Danny                          | Episodi: "Secret Santa"                     |
| 2005        | Without a Trace                         | Oficial Tim Orley              | Episodi: "Penitence"                        |
| 2005, 2010  | Medium                                  | Detectiu Rickey Paul Scanlon   | 4 episodis                                  |
| 2005        | Over There                              | Mr. Parker                     | Episodi: "Situation Normal"                 |
| 2005        | The West Wing                           | Steve Hodder                   | 2 episodis                                  |
| 2005        | Mrs. Harris                             | Empleat de botiga d'esports    | Pel·lícula per TV                           |
| 2005        | Las Vegas                               | Ray Brennan                    | Episodi: "Everything Old Is You Again"      |
| 2006        | Cold Case                               | Wayne Nelson                   | Episodi: "Death Penalty: Final Appeal"      |
| 2006        | Windfall                                | Pare de Damien                 | 4 episodis                                  |
| 2006        | Just Legal                              | Jutge                          | Episodi: "The Code"                         |
| 2006        | Nip/Tuck                                | Mark Noble                     | Episodi: "Shari Noble"                      |
| 2006        | Justice                                 | Jack Clark                     | Episodi: "Crucified"                        |
| 2007        | Grey's Anatomy                          | Vince                          | 2 episodis                                  |
| 2007        | The Unit                                | Supervisor Marsh               | 2 episodis                                  |
| 2008 - 2013 | Breaking Bad                            | Hank Schrader                  | Elenc principal, 53 episodis                |
| 2008        | Saving Grace                            | Ross Ford                      | Episodi: "Have a Seat, Earl"                |
| 2008        | Terminator: The Sarah Connor Chronicles | Nelson                         | 2 episodis                                  |
| 2008        | Bones                                   | Don Timmons                    | Episodi: "The Finger in the Nest"           |
| 2009        | Lost                                    | Howard Grey                    | Episodi: "Some Like It Hoth"                |
| 2009        | True Blood                              | Leon                           | Episodi: "Shake and Fingerpot"              |
| 2009        | The Cleaner                             | Mr. Fisher                     | Episodi: "Path of Least Resistance"         |
| 2010        | Criminal Minds                          | Detectiu John Barton           | Episodi: "...A Thousand Words"              |
| 2010        | The Glades                              | Michael Nelson                 | Episodi: "Doppleganger"                     |
| 2010        | Lie to Me                               | Dawkins                        | Episodi: "Darkness and Light"               |
| 2010        | Dark Blue                               | Cahill                         | Episodi: "Jane Wayne"                       |
| 2010        | Chase                                   | Xèrif Keagan                   | Episodi: "The Posse"                        |
| 2010        | The Good Guys                           | Pike                           | Episodi: "Cop Killer"                       |
| 2010        | The Whole Truth                         | Mike Taylor                    | Episodi: "Cold Case"                        |
| 2011        | Fairly Legal                            | Coach Gardner                  | Episodi: "Benched"                          |
| 2011        | The Defenders                           | Donnie Barrett                 | Episodi: "Nevada v. Donnie the Numbers Guy" |
| 2011        | Off the Map                             | Morris Cooper                  | Episodi: "It's a Leaf"                      |
| 2011        | Law & Order: LA                         | Bob Kentner                    | Episodi: "Westwood"                         |
| 2011        | CSI: NY                                 | Tinent Mitchell Adler          | Episodi: "Officer Involved"                 |
| 2011        | Castle                                  | Capità John Davis              | Episodi: "Cops & Robbers"                   |
| 2011        | The Mentalist                           | Sarg. Don Henderson            | Episodi: "Pink Tops"                        |
| 2012        | Bodi of Proof                           | Agent especial Brendan Johnson | 2 episodis                                  |
| 2012        | Eagleheart                              | Deke                           | Episodi: "Blues"                            |
| 2012        | Key & Peele                             | Líder del Cartell mexicà       | Episodi: "Manly Tears"                      |
| 2013        | Whitney                                 | Wayne Miller                   | Episodi: "Nesting"                          |
| 2013 - 2015 | La cúpula                               | James "Big Jim" Rennie         | Elenc principal                             |
| 2015        | Unbreakable Kimmy Schmidt               | "Le Loup"                      | Episodi: "Kimmy's in a Love Triangle!"      |
| 2016        | The Big Bang Theory                     | Coronel Richard Williams       | Episodi: "The Conjugal Conjecture"          |

## Premis i nominacions
| Any  | Premi                       | Categoria                               | Programa/Títol/Paper | Resultat |
| ---- | --------------------------- | --------------------------------------- | -------------------- | -------- |
| 2011 | Premis Saturn               | Millor actor secundari en televisió     | Breaking Bad         | Nominat  |
| 2012 | Premi del Sindicat d'Actors | Millor repartiment de televisió - Drama | Breaking Bad         | Nominat  |
| 2013 | Premi del Sindicat d'Actors | Millor repartiment de televisió - Drama | Breaking Bad         | Nominat  |